# Stora Vallmotjärnen
Stora Vallmotjärnen är en sjö i Härjedalens kommun i Hälsingland och ingår i Ljusnans huvudavrinningsområde.